# Ligat ha'Al (baloncesto)
Ligat Ha'al (en hebreo: ליגת העל‎, super liga), o la Israeli Basketball Super League (BSL), es la máxima competición de baloncesto de Israel. Por motivos de patrocinio, la liga se le  conoce también como  Ligat Winner (en hebreo: ליגת ווינר סל‎). Fue creada en 1954, y desde 1982 el ganador se decide después de unas rondas eliminatorias, con el formato de final a cuatro. 

## Formato
La liga consta de 12 equipos que juegan uno contra el otro dos veces, en casa y fuera. Al final de eso, los equipos se dividen en dos grupos iguales de 6 equipos. Los equipos de cada grupo juegan unos contra otros una vez. Todos los equipos del grupo de cabeza (6 equipos) y los dos mejores equipos del grupo inferior, se clasifican para los Play-Offs, que son al mejor de cinco partidos. Los ganadores de los cuartos de final juegan las semifinales también a cinco partidos. Los dos equipos vencedores juegan la final al mejor de dos partidos.

## Contactos con la NBA
La liga israelí fue una de las pioneras en Europa en tomar contacto con equipos de la NBA para la disputa de amistosos entre equipos de ambas ligas. Así, en los años 1980 fue frecuente ver en Israel a equipos como los Phoenix Suns, los Cleveland Cavaliers y Orlando Magic.
En octubre de 2005, el Maccabi Tel Aviv derrotó a los Toronto Raptors en un partido amistoso de pretemporada por 105-103, siendo la primera victoria de un equipo asiático en su cancha sobre uno de la NBA.
Varios jugadores israelíes han sido seleccionados en el draft de la NBA en los últimos años, siendo los jugadores Omri Casspi, Gal Mekel, Deni Avdija y T.J. Leaf, los únicos en jugar en la liga más importante del mundo.

## Equipos 2024-25
| Equipo                  | Ciudad        | Estadio                | Capacidad |
| ----------------------- | ------------- | ---------------------- | --------- |
| Bnei Herzliya           | Herzliya      | HaYovel Herzliya       | 1,500     |
| Elitzur Netanya         | Netanya       | Netanya Arena          | 2,500     |
| Hapoel Afula            | Afula         | Nir Ha'emak Hall       | 1,000     |
| Hapoel Be'er Sheva      | Be'er Sheva   | Conch Arena            | 3,000     |
| Hapoel Galil Elyon      | Kiryat Shmona | HaPais Kfar Blum       | 2,000     |
| Hapoel Gilboa Galil     | Gan Ner       | Gan Ner Sports Hall    | 2,057     |
| Hapoel Haifa            | Haifa         | Romema Arena           | 5,000     |
| Hapoel Holon            | Holon         | Holon Toto Hall        | 5,500     |
| Hapoel Jerusalem        | Jerusalén     | Jerusalem Payis Arena  | 11,000    |
| Hapoel Tel Aviv         | Tel Aviv      | Menora Mivtachim Arena | 10,383    |
| Ironi Nes Ziona         | Ness Ziona    | Lev Hamoshava          | 1,200     |
| Ironi Kiryat Ata        | Kiryat Ata    | Ramaz Hall             | 1,200     |
| Maccabi Ironi Ramat Gan | Ramat Gan     | Zisman Hall            | 1,500     |
| Maccabi Tel Aviv        | Tel Aviv      | Menora Mivtachim Arena | 10,383    |

## Títulos por equipo
| Equipo                                       | Campeón | Finalista |
| -------------------------------------------- | ------- | --------- |
| Maccabi Tel Aviv                             | 55      | 7         |
| Hapoel Tel Aviv                              | 5       | 20        |
| Hapoel Jerusalem                             | 2       | 6         |
| Hapoel Galil Elyon/Hapoel Gilboa Galil Elyon | 2       | 4         |
| Hapoel Holon                                 | 1       | 3         |
| Maccabi Rishon LeZion                        | 1       | 3         |
| Maccabi Haifa                                | 1       | 2         |
| Hapoel Ramat Gan                             | 0       | 6         |
| Ironi Ramat Gan                              | 0       | 3         |
| Hapoel Gevat/Yagur                           | 0       | 3         |
| Hapoel Haifa                                 | 0       | 2         |
| Hapoel Eilat                                 | 0       | 2         |
| Elitzur Netanya                              | 0       | 1         |
| Maccabi Ironi Ra'anana                       | 0       | 1         |
| Ironi Nahariya                               | 0       | 1         |
| Maccabi Ashdod B.C.                          | 0       | 1         |

## Campeones de la Superliga
| Temp.     | Campeón                                 | Finalista                               | Resultado                               |
| --------- | --------------------------------------- | --------------------------------------- | --------------------------------------- |
| 2022-23   | Maccabi Tel Aviv                        | Hapoel Tel Aviv BC                      | 3:0                                     |
| 2021-22   | Hapoel Holon                            | Bnei Herzliya                           | 2:0                                     |
| 2020-21   | Maccabi Tel Aviv                        | Hapoel Gilboa Galil                     | 2:1                                     |
| 2019-20   | Maccabi Tel Aviv                        | Maccabi Rishon LeZion                   | 86–81                                   |
| 2018-19   | Maccabi Tel Aviv                        | Maccabi Rishon LeZion                   | 89–75                                   |
| 2017-18   | Maccabi Tel Aviv                        | Hapoel Holon                            | 95–75                                   |
| 2016-17   | Hapoel Jerusalem                        | Maccabi Haifa                           | 83–76                                   |
| 2015-16   | Maccabi Rishon LeZion                   | Hapoel Jerusalem                        | 83–77                                   |
| 2014-15   | Hapoel Jerusalem                        | Hapoel Eilat                            | 80-65 ; 88-68                           |
| 2013-14   | Maccabi Tel Aviv                        | Maccabi Haifa                           | 81-77 ; 82-84                           |
| 2012-13   | Maccabi Haifa                           | Maccabi Tel Aviv                        | 86–79                                   |
| 2011-12   | Maccabi Tel Aviv                        | Maccabi Ashdod B.C.                     | 83-63                                   |
| 2010-11   | Maccabi Tel Aviv                        | Hapoel Gilboa Galil Elyon               | 91-64                                   |
| 2009-10   | Hapoel Gilboa Galil Elyon               | Maccabi Tel Aviv                        | 90-77                                   |
| 2008-09   | Maccabi Tel Aviv                        | Maccabi Haifa                           | 85-72                                   |
| 2007/08   | Hapoel Holon                            | Maccabi Tel Aviv                        | 73-72                                   |
| 2006/07   | Maccabi Tel Aviv                        | Hapoel Jerusalem                        | 80-78                                   |
| 2005/06   | Maccabi Tel Aviv                        | Hapoel Jerusalem                        | 96-66                                   |
| 2004/05   | Maccabi Tel Aviv                        | Hapoel Tel Aviv                         | 3:0                                     |
| 2003/04   | Maccabi Tel Aviv                        | Hapoel Tel Aviv                         | 3:0                                     |
| 2002/03   | Maccabi Tel Aviv                        | Ironi Nahariya                          | 3:0                                     |
| 2001/02   | Maccabi Tel Aviv                        | Ironi Ramat Gan                         | 3:0                                     |
| 2000/01   | Maccabi Tel Aviv                        | Hapoel Jerusalem                        | 3:0                                     |
| 1999/2000 | Maccabi Tel Aviv                        | Maccabi Ironi Raanana                   | 3:1                                     |
| 1998/99   | Maccabi Tel Aviv                        | Hapoel Jerusalem                        | 3:1                                     |
| 1997/98   | Maccabi Tel Aviv                        | Hapoel Eilat                            | 3:0                                     |
| 1996/97   | Maccabi Tel Aviv                        | Hapoel Jerusalem                        | 3:0                                     |
| 1995/96   | Maccabi Tel Aviv                        | Hapoel Jerusalem                        | 3:0                                     |
| 1994/95   | Maccabi Tel Aviv                        | Hapoel Galil Elyon                      | 3:0                                     |
| 1993/94   | Maccabi Tel Aviv                        | Hapoel Tel Aviv                         | 3:0                                     |
| 1992/93   | Hapoel Galil Elyon                      | Hapoel Tel Aviv                         | 3:1                                     |
| 1991/92   | Maccabi Tel Aviv                        | Hapoel Tel Aviv                         | 3:2                                     |
| 1990/91   | Maccabi Tel Aviv                        | Maccabi Rishon LeZion                   | 3:1                                     |
| 1989/90   | Maccabi Tel Aviv                        | Hapoel Galil Elyon                      | 3:0                                     |
| 1988/89   | Maccabi Tel Aviv                        | Hapoel Tel Aviv                         | 2:0                                     |
| 1987/88   | Maccabi Tel Aviv                        | Hapoel Tel Aviv                         | 2:1                                     |
| 1986/87   | Maccabi Tel Aviv                        | Hapoel Tel Aviv                         | 2:1                                     |
| 1985/86   | Maccabi Tel Aviv                        | Elitzur Netanya                         | 2:0                                     |
| 1984/85   | Maccabi Tel Aviv                        | Hapoel Tel Aviv                         | 2:1                                     |
| 1983/84   | Maccabi Tel Aviv                        | Hapoel Ramat Gan                        | 2:0                                     |
| 1982/83   | Maccabi Tel Aviv                        | Hapoel Ramat Gan                        | 2:0                                     |
| 1981/82   | Maccabi Tel Aviv                        | Hapoel Ramat Gan                        |                                         |
| 1980/81   | Maccabi Tel Aviv                        | Hapoel Ramat Gan                        |                                         |
| 1979/80   | Maccabi Tel Aviv                        | Hapoel Tel Aviv                         |                                         |
| 1978/79   | Maccabi Tel Aviv                        | Hapoel Tel Aviv                         | 2:0                                     |
| 1977/78   | Maccabi Tel Aviv                        | Hapoel Gevat/Yagur                      |                                         |
| 1976/77   | Maccabi Tel Aviv                        | Hapoel Ramat Gan                        |                                         |
| 1975/76   | Maccabi Tel Aviv                        | Hapoel Gevat/Yagur                      |                                         |
| 1974/75   | Maccabi Tel Aviv                        | Hapoel Ramat Gan                        |                                         |
| 1973/74   | Maccabi Tel Aviv                        | Maccabi Iron Ramat Gan                  |                                         |
| 1972/73   | Maccabi Tel Aviv                        | Maccabi Iron Ramat Gan                  |                                         |
| 1971/72   | Maccabi Tel Aviv                        | Hapoel Gevat/Yagur                      |                                         |
| 1970/71   | Maccabi Tel Aviv                        | Hapoel Tel Aviv                         |                                         |
| 1969/70   | Maccabi Tel Aviv                        | Hapoel Tel Aviv                         |                                         |
| 1968/69   | Hapoel Tel Aviv                         | Maccabi Tel Aviv                        |                                         |
| 1967/68   | Maccabi Tel Aviv                        | Hapoel Tel Aviv                         |                                         |
| 1966/67   | Maccabi Tel Aviv                        | Hapoel Tel Aviv                         |                                         |
| 1965/66   | Hapoel Tel Aviv                         | Maccabi Tel Aviv                        |                                         |
| 1964/65   | Hapoel Tel Aviv                         | Hapoel Haifa                            |                                         |
| 1963/64   | Maccabi Tel Aviv                        | Hapoel Tel Aviv                         |                                         |
| 1962/63   | Maccabi Tel Aviv                        | Hapoel Tel Aviv                         |                                         |
| 1961/62   | Maccabi Tel Aviv                        | Hapoel Haifa                            |                                         |
| 1960/61   | Hapoel Tel Aviv                         | Maccabi Tel Aviv                        |                                         |
| 1959/60   | Hapoel Tel Aviv                         | Maccabi Tel Aviv                        |                                         |
| 1958/59   | Maccabi Tel Aviv                        | Hapoel Tel Aviv                         |                                         |
| 1957/58   | Maccabi Tel Aviv                        | Hapoel Tel Aviv                         |                                         |
| 1956/57   | Maccabi Tel Aviv                        | Hapoel Tel Aviv                         |                                         |
| 1955/56   | Suspendida debido a la Guerra del Sinaí | Suspendida debido a la Guerra del Sinaí | Suspendida debido a la Guerra del Sinaí |
| 1954/55   | Maccabi Tel Aviv                        | Hapoel Holon                            |                                         |
| 1953/54   | Maccabi Tel Aviv                        | Hapoel Holon                            |                                         |

## Galardones
- MVP de la Ligat ha'Al
- MVP de la Final de la Ligat ha'Al